# Wellington
Wellington (en maorí: Te Whanganui-a-Tara o Pōneke) es la capital de Nueva Zelanda y de la Región de Wellington. Está localizada al sur de la Isla Norte en la que Wellington es la segunda ciudad más poblada del país. Wellington cuenta con una población de 212 100 habitantes en 2019, es la tercera ciudad más poblada de Nueva Zelanda, después de las ciudades de Auckland y Christchurch, esta última localizada en la Isla Sur del país.
Wellington como muchas otras grandes ciudades y capitales, la ciudad se extiende más allá de los límites de su término municipal, y su área metropolitana o Gran Wellington incluye las poblaciones y áreas rurales cercanas, la costa de Kapiti y los montes Rimutaka hasta la región de Wairarapa. El área urbana incluye cuatro ciudades: Wellington, entre el estrecho de Cook y el puerto de Wellington, abarca la mitad de la población de todas las áreas y por lo tanto es su centro económico; al norte se encuentra Porirua, se caracteriza por su gran afluencia de maoríes y procedentes de las islas del pacífico; Lower Hutt y Upper Hutt al noreste, situadas junto al valle de Hutt.
La ciudad es un importante centro financiero y de negocios en el país. Es también un importante centro cultural, que alberga el museo Te Papa ("nuestro lugar" en la lengua maorí), el ballet, la orquesta sinfónica y la producción cinematográfica en Nueva Zelanda.
Fue fundada a finales de 1830 y se convirtió en la capital de Nueva Zelanda en 1865, en sustitución de Auckland.
La ciudad está situada a 41 grados latitud sur y es la capital nacional más austral en el mundo. La localidad es antípoda de Alaejos, España.

## Origen del nombre
La ciudad recibió su nombre en honor de Arthur Wellesley, primer duque de Wellington, vencedor de la batalla de Waterloo. El nombre original de Wellington viene de la población inglesa de Wellington, en el condado de Somerset.
La ciudad recibe tres nombres distintos en maorí. El primero de ellos, Te Whanganui-a-Tara, se refiere al puerto de Wellington y significa «el gran puerto de Tara». El segundo de ellos, Pōneke, es rechazado debido a que existe la creencia de que es la transliteración del antiguo nombre que recibía el puerto en inglés, Port Nick, abreviación de Port Nicholson. El tercer nombre es Te Upoko-o-te-Ika-a-Māui, y significa «La cabeza del pez de Māui», normalmente abreviado como Te Upoko-o-te-Ika, un nombre más tradicional y respaldado por la Universidad Victoria de Wellington.
- Escudo de Wellington.

## Historia

### Fundación de la ciudad
La leyenda cuenta que la región fue explorada en el siglo X por el jefe Kupe de Hawaiki.

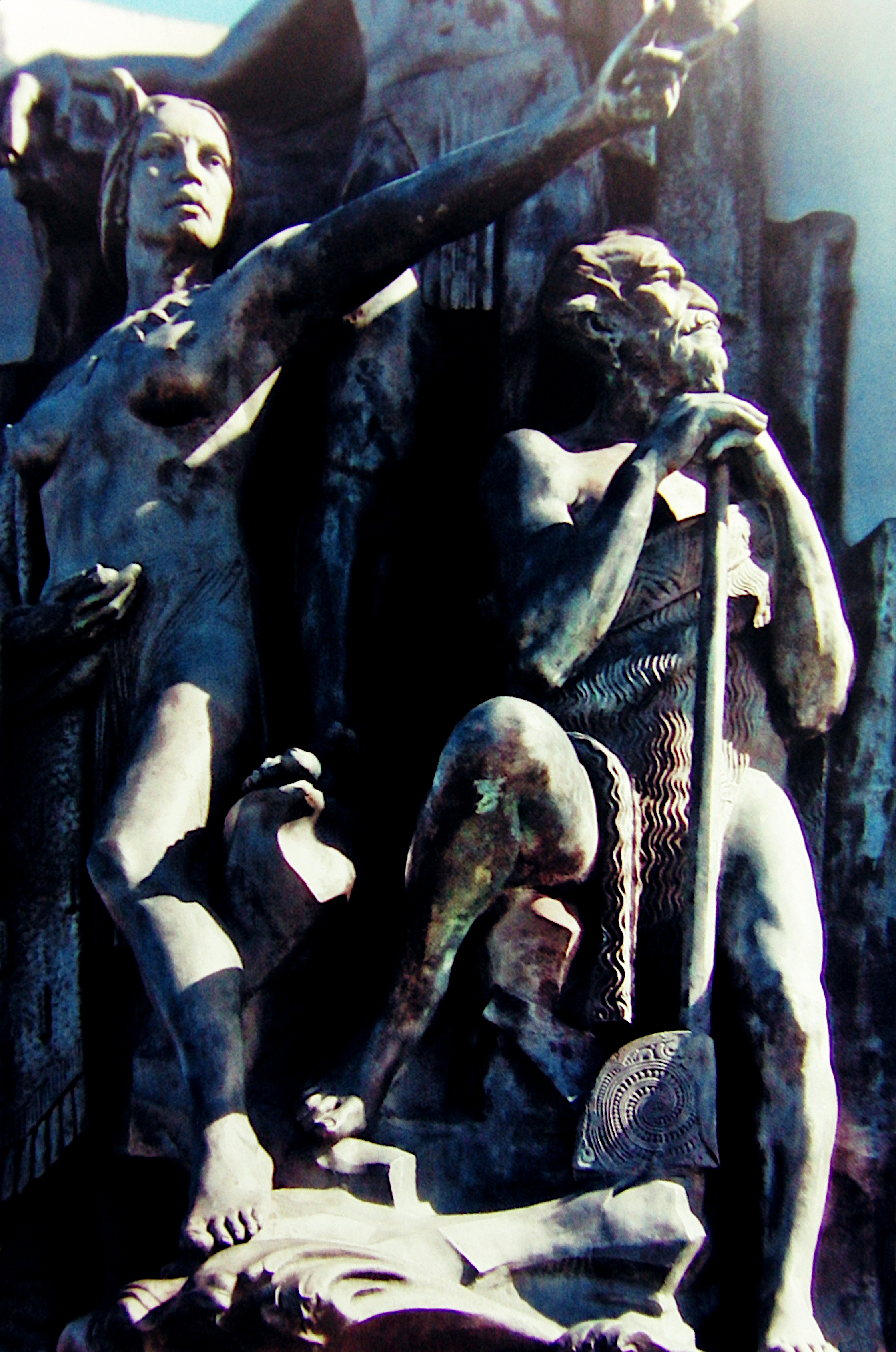
Wellington.- Estatua de Kupe Raiatea con su esposa Te Aparangi

El primer asentamiento europeo se produjo cuando llegó un grupo de colonos británicos de la Compañía de Nueva Zelanda, a bordo del barco Tory, el 20 de septiembre de 1839. A este grupo le siguió otro de 150 colonos a bordo del Aurora, el 22 de enero de 1840. Los colonos construyeron sus primeras casas en Petone, en la zona llana de la desembocadura del río Hutt, actualmente un barrio de Wellington, y que fue llamado Britannia durante algún tiempo. Tras comprobar que esa zona era propensa a inundarse decidieron trasladar el asentamiento a las zonas más elevadas de las colinas, por lo que sus calles son bastante empinadas.

### Terremotos

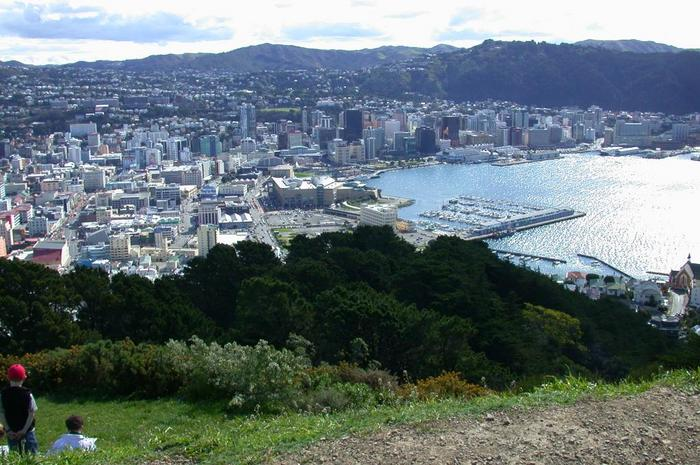
Vista de la ciudad desde el monte Victoria.

La ciudad está situada sobre una zona propensa a sufrir terremotos. Así, la ciudad sufrió los efectos devastadores de una serie de terremotos en 1848 y en 1855. En 1855 se produjo un terremoto en Wairarapa, en una falla al norte y este de la ciudad, siendo probablemente el más devastador que haya sufrido Nueva Zelanda en su historia y que se tenga constancia. Se estima que tuvo una magnitud de 8,2. El terremoto provocó movimientos de tierra verticales de hasta dos y tres metros en una extensa zona, incluso elevó una zona del puerto que se convirtió en una zona pantanosa al subir la marea. Ese terreno fue posteriormente desecado y forma ahora parte de la zona de negocios de la ciudad. Esto es el motivo por el que la calle Lambton Quay está situada actualmente a una distancia entre 100 y 200 metros del puerto. Hay letreros que indican donde se encontraba el límite de la tierra en 1840 y se puede apreciar la cantidad de terreno ganado al mar.
El área de la ciudad tiene una actividad sísmica muy elevada, incluso comparándola con la media de Nueva Zelanda. Una falla pasa por el centro de la ciudad y algunas otras por los alrededores. Además, se han identificado centenares de pequeñas fallas en el área urbana. Tras el terremoto de 1855 la mayoría de las construcciones de la ciudad se hicieron de madera. Los edificios del gobierno restaurados en 1996 y situados cerca del Parlamento y la Estación de ferrocarril son los mayores edificios de madera del hemisferio sur. Aunque otros materiales como acero y ladrillos han sido usados posteriormente en la construcción de edificios, sobre todo de oficinas, los componentes de madera siguen siendo la base de las estructuras.

### Elección como capital de Nueva Zelanda

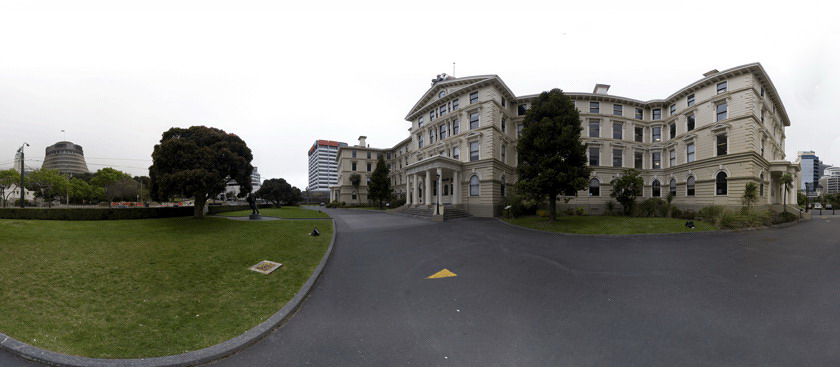
Panorama de los edificios del gobierno.

En 1865, Wellington fue declarada capital de Nueva Zelanda, reemplazando a Auckland, donde William Hobson había establecido su capital en 1841. El Parlamento se trasladó a Wellington el 7 de julio de 1862, pero no fue la capital oficial hasta algún tiempo después. El traslado de la capital fue promovido por el primer ministro Alfred Domett, quien en una resolución del Parlamento en Auckland de 1863 afirmaba: "...se ha hecho necesario que la sede del gobierno... debe trasladarse a algún lugar apropiado en el estrecho de Cook". Aparentemente esto fue motivado porque las regiones del sur, donde se localizaban los campos auríferos, podrían formar una colonia independiente. Fueron los comisarios australianos independientes quienes eligieron Wellington como nueva capital debido a su puerto y a su situación en el centro geográfico del país. Oficialmente, el Parlamento se ubicó en Wellington el 26 de julio de 1865. En aquel momento la población de la ciudad era de 4.900 habitantes. Desde entonces Wellington es la sede del Tribunal Supremo de Nueva Zelanda, cuyo antiguo edificio se ha recuperado para su uso original. La residencia oficial del Gobernador General, la Government House está en Newton, frente al Basin Reserve

## Geografía

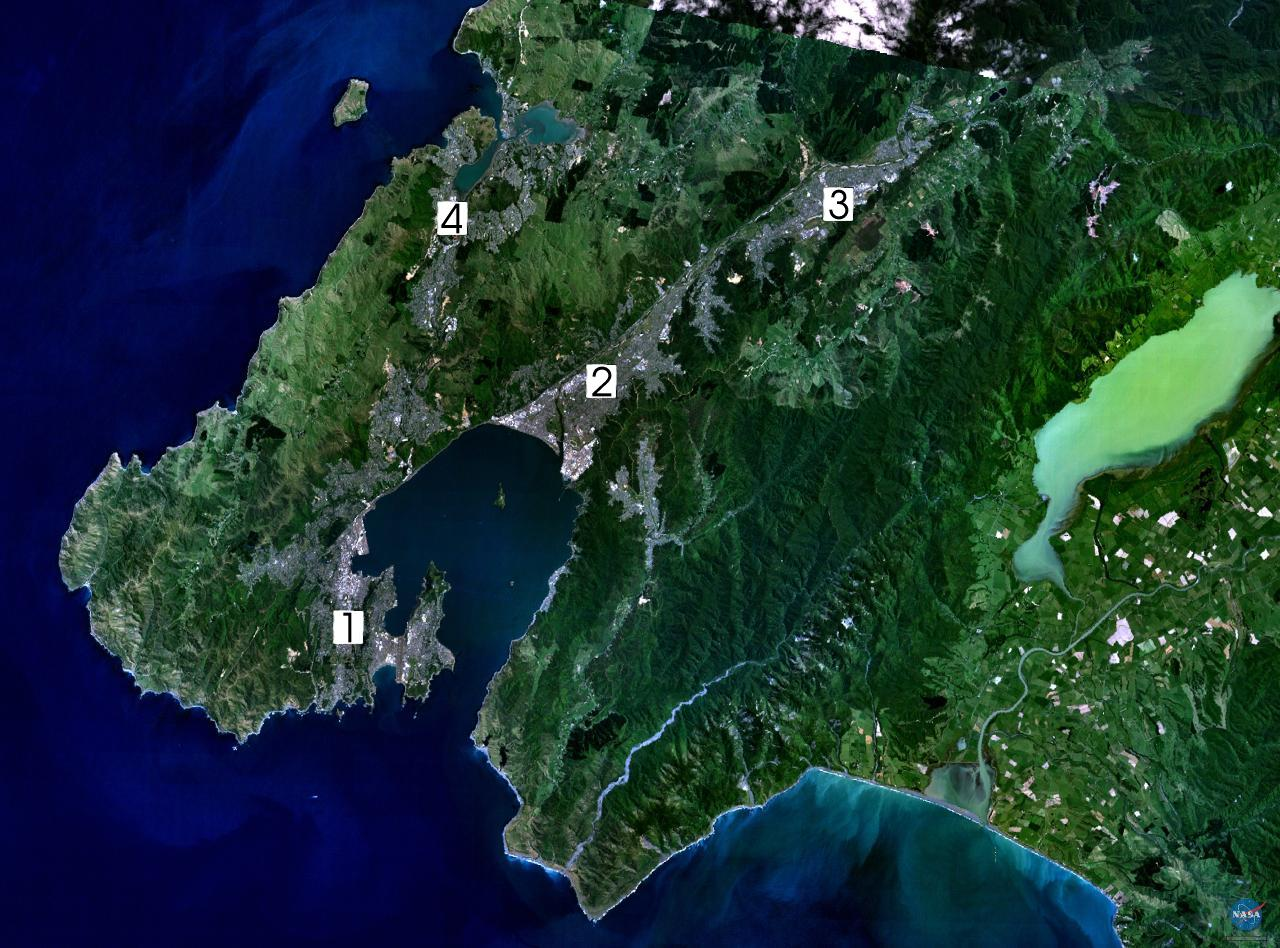
Vista de satélite de Wellington: (1) Wellington, (2) Bajo Hutt, (3) Alto Hutt, (4) Porirua.

Wellington está situada en el extremo suroccidental de la Isla Norte, justo en el estrecho de Cook, que separa la Isla Norte de la Isla Sur. En un día despejado es posible divisar los montes Kaikoura al otro lado del estrecho. Al norte se encuentran las playas de Kapiti Coast, en el este las montañas Rimutaka separan Wellington de las llanuras de Wairarapa, importante región de producción vinícola.
Wellington es la capital más meridional del mundo, con una latitud Sur de unos 41°. Es una ciudad muy densamente poblada si se compara con otras ciudades neozelandesas debido al poco terreno edificable entre el puerto y las colinas circundantes. Debido a las pocas áreas apropiadas para el crecimiento de la ciudad, las poblaciones cercanas han crecido mucho, dando como resultado una extensa área metropolitana. Debido a los fuertes vientos que soporta continuamente debido a su situación geográfica, la ciudad es conocida por los neozelandeses como Windy Wellington (Wellington la ventosa).
La vida en la ciudad está dominada por su área comercial y de negocios, el CBD (Central Business District), donde trabajan aproximadamente unas 62 000 personas, tan solo 4000 menos que en el CBD de Auckland, a pesar de que esta triplica la población de la capital. La vida nocturna y cultural de Wellington se concentra en Courtenay Place y en los barrios al sur del CBD, haciendo el barrio de Te Aro la mayor zona de entretenimiento de Nueva Zelanda.
Wellington es la primera ciudad del país en cuanto a ingresos por habitante y en cuanto a número de titulados universitarios.

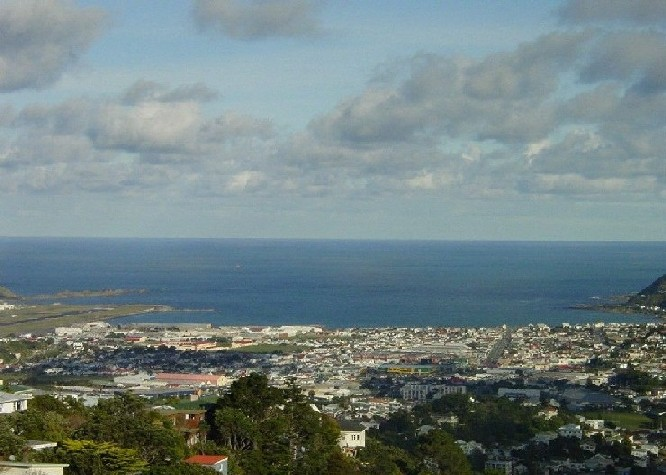
El estrecho de Cook visto desde el monte Victoria.

Wellington es conocida por su pintoresco puerto natural y por sus verdes colinas adornadas con barrios de casas coloniales. El CBD está situado cerca de Lambton Harobour, un brazo del puerto. El puerto de Wellington está situado sobre una falla geológica activa, que se hace patente en su recta costa oeste, donde la tierra se eleva abruptamente. La mayoría de los barrios residenciales de Wellington se encuentran a una altura mayor que la del centro de la ciudad.
Al este se encuentra la península de Miramar, que está conectada a la ciudad por un istmo llano en Rongotai, donde se encuentra el Aeropuerto Internacional de Wellington. La estrecha entrada al puerto de Wellington se encuentra al este de la península de Miramar, y cuenta con las peligrosas aguas de poco calado de Barrett Reef, donde han encallado muchos navíos, el más famoso de ellos, el ferry Washine en 1968.
Existe una red de paseos y reservas naturales mantenida por la autoridad local y voluntarios. La Región de Wellington tiene 500 km² de parques y bosque. La Universidad Victoria y el Jardín Botánico se encuentran en la colina al oeste de la ciudad llamada monte Victoria, y a ambos lugares se puede acceder mediante un funicular llamado Wellington Cable Car.
En el puerto de Wellington hay tres islas: Matiu/Somes, Makaro/Ward y Mokopuna. Tan solo la primera de ellas es lo suficientemente extensa como para ser habitada. La isla fue usada como campo de cuarentena para personas y animales, y durante la Primera y la Segunda Guerra Mundial como campo de internamiento. Actualmente es una isla protegida, sirviendo de refugio a especies en peligro de extinción, al igual que la isla Kapiti que se encuentra siguiendo la costa. A la isla se puede acceder durante el día mediante el Dominion Post Ferry. Esa misma isla es un refugio para más de 600 parejas de pingüinos azules, que anidan y empollan en la zona, aunque no deja de ser parte de una colonia mayor que abarca toda la zona de Wellington.

## Clima
Wellington tiene un clima oceánico (templado y húmedo durante todo el año). Los inviernos son largos pero con pocos días realmente fríos (la temperatura en julio es de 10 a 12 °C), mientras que los veranos son cortos y suaves (las temperaturas en enero rondan los 20 a 22 °C). La nieve es poco frecuente en la ciudad, no obstante, puede nevar cada tres o cuatro inviernos.Su temperatura fue con 32 °C el 25 de abril de 2009. Wellington cuenta con una media de casi 2059 horas de sol al año.
| Parámetros climáticos promedio de Wellington, Nueva Zelanda | Parámetros climáticos promedio de Wellington, Nueva Zelanda | Parámetros climáticos promedio de Wellington, Nueva Zelanda | Parámetros climáticos promedio de Wellington, Nueva Zelanda | Parámetros climáticos promedio de Wellington, Nueva Zelanda | Parámetros climáticos promedio de Wellington, Nueva Zelanda | Parámetros climáticos promedio de Wellington, Nueva Zelanda | Parámetros climáticos promedio de Wellington, Nueva Zelanda | Parámetros climáticos promedio de Wellington, Nueva Zelanda | Parámetros climáticos promedio de Wellington, Nueva Zelanda | Parámetros climáticos promedio de Wellington, Nueva Zelanda | Parámetros climáticos promedio de Wellington, Nueva Zelanda | Parámetros climáticos promedio de Wellington, Nueva Zelanda | Parámetros climáticos promedio de Wellington, Nueva Zelanda |
| Mes                                                         | Ene.                                                        | Feb.                                                        | Mar.                                                        | Abr.                                                        | May.                                                        | Jun.                                                        | Jul.                                                        | Ago.                                                        | Sep.                                                        | Oct.                                                        | Nov.                                                        | Dic.                                                        | Anual                                                       |
| ----------------------------------------------------------- | ----------------------------------------------------------- | ----------------------------------------------------------- | ----------------------------------------------------------- | ----------------------------------------------------------- | ----------------------------------------------------------- | ----------------------------------------------------------- | ----------------------------------------------------------- | ----------------------------------------------------------- | ----------------------------------------------------------- | ----------------------------------------------------------- | ----------------------------------------------------------- | ----------------------------------------------------------- | ----------------------------------------------------------- |
| Temp. máx. abs. (°C)                                        | 29.4                                                        | 30.6                                                        | 28.3                                                        | 25.2                                                        | 22.0                                                        | 19.2                                                        | 18.8                                                        | 18.3                                                        | 22.6                                                        | 23.9                                                        | 26.8                                                        | 29.6                                                        | 30.6                                                        |
| Temp. máx. media (°C)                                       | 20.1                                                        | 20.3                                                        | 19.0                                                        | 16.6                                                        | 14.0                                                        | 11.9                                                        | 11.1                                                        | 11.9                                                        | 13.4                                                        | 15.0                                                        | 16.7                                                        | 18.6                                                        | 15.7                                                        |
| Temp. media (°C)                                            | 16.6                                                        | 16.8                                                        | 15.7                                                        | 13.6                                                        | 11.3                                                        | 9.3                                                         | 8.5                                                         | 9.1                                                         | 10.5                                                        | 11.9                                                        | 13.4                                                        | 15.3                                                        | 12.7                                                        |
| Temp. mín. media (°C)                                       | 13.1                                                        | 13.3                                                        | 12.4                                                        | 10.7                                                        | 8.6                                                         | 6.7                                                         | 5.9                                                         | 6.4                                                         | 7.5                                                         | 8.8                                                         | 10.1                                                        | 12.0                                                        | 9.6                                                         |
| Temp. mín. abs. (°C)                                        | 4.3                                                         | 4.5                                                         | 4.3                                                         | 2.3                                                         | 0.6                                                         | -0.6                                                        | -1.1                                                        | -0.2                                                        | -1.0                                                        | 1.2                                                         | 2.1                                                         | 3.8                                                         | -1.1                                                        |
| Lluvias (mm)                                                | 77.8                                                        | 76.9                                                        | 86.1                                                        | 98.2                                                        | 120.3                                                       | 131.2                                                       | 136.4                                                       | 124.5                                                       | 99.6                                                        | 110.7                                                       | 88.4                                                        | 93.5                                                        | 1243.6                                                      |
| Días de lluvias (≥ 1.0 mm)                                  | 7.2                                                         | 7.0                                                         | 8.3                                                         | 9.4                                                         | 11.6                                                        | 13.3                                                        | 13.3                                                        | 13.0                                                        | 11.0                                                        | 11.5                                                        | 9.4                                                         | 9.0                                                         | 124.0                                                       |
| Horas de sol                                                | 240.3                                                       | 205.0                                                       | 194.7                                                       | 153.8                                                       | 126.0                                                       | 102.3                                                       | 111.4                                                       | 137.2                                                       | 163.2                                                       | 191.1                                                       | 210.8                                                       | 222.9                                                       | 2058.7                                                      |
| Humedad relativa (%)                                        | 79.5                                                        | 81.6                                                        | 82.2                                                        | 82.8                                                        | 84.6                                                        | 85.9                                                        | 86.1                                                        | 84.6                                                        | 80.6                                                        | 80.4                                                        | 78.9                                                        | 79.7                                                        | 82.2                                                        |
| Fuente: CliFlo                                              |                                                             |                                                             |                                                             |                                                             |                                                             |                                                             |                                                             |                                                             |                                                             |                                                             |                                                             |                                                             |                                                             |

## Demografía
La población de Wellington era de 410 000 habitantes en 2006 teniendo en cuenta la zona metropolitana. Según el censo de 2001, el 18,5 % de la población eran menores de 15 años, mientras que en Nueva Zelanda ese sector de población representaba el 22,7 %. Sin embargo, el porcentaje de personas mayores de 65 años era de 8,6 %, mientras que en el país era del 12,1 %.
El 85,6 % de la población es étnicamente de origen europeo, el 4,1 % maorí, siendo el resto de origen asiático o del resto de las islas del Pacífico.
La elevada población aumenta la demanda energética, por lo que se instalaron 7 turbinas para generar electricidad a partir de energía eólica, alcanzando una potencia instalada de 210 MW. Los generadores se instalaron algunos kilómetros al suroeste de Wellington, entre Makara Beach y el cabo Terawhiti.

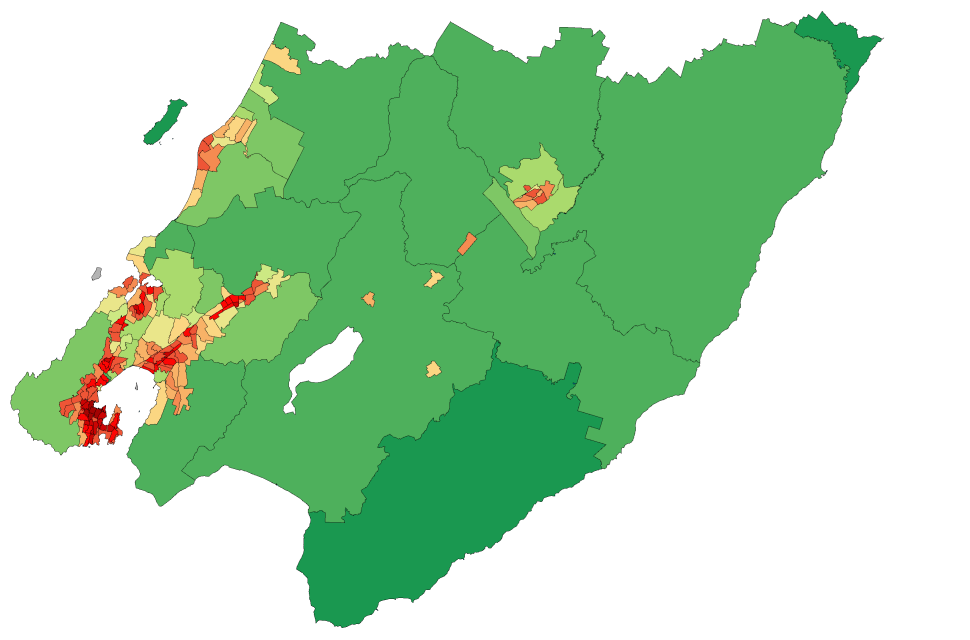
Imagen basada en la densidad de población de las distintas áreas de la región

Población y sexos (según censo de 2006)

| Ciudad     | Hombres | Mujeres | Total   |
| ---------- | ------- | ------- | ------- |
| Wellington | 86.932  | 92.532  | 179.466 |
| Lower Hutt | 47.703  | 49.998  | 97.701  |
| Upper Hutt | 19.088  | 19.317  | 38.415  |
| Porirua    | 23.634  | 24.912  | 48.546  |
| Total      | 177.369 | 186.759 | 364.128 |

## Cultura

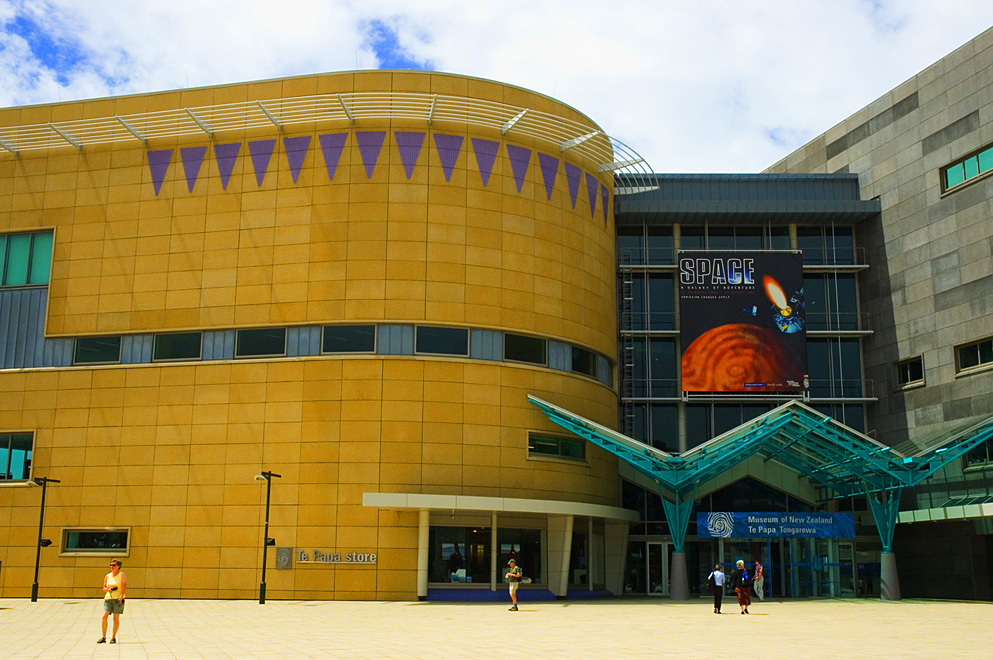
Te Papa Tongarewa, sede del Museo de Nueva Zelanda.

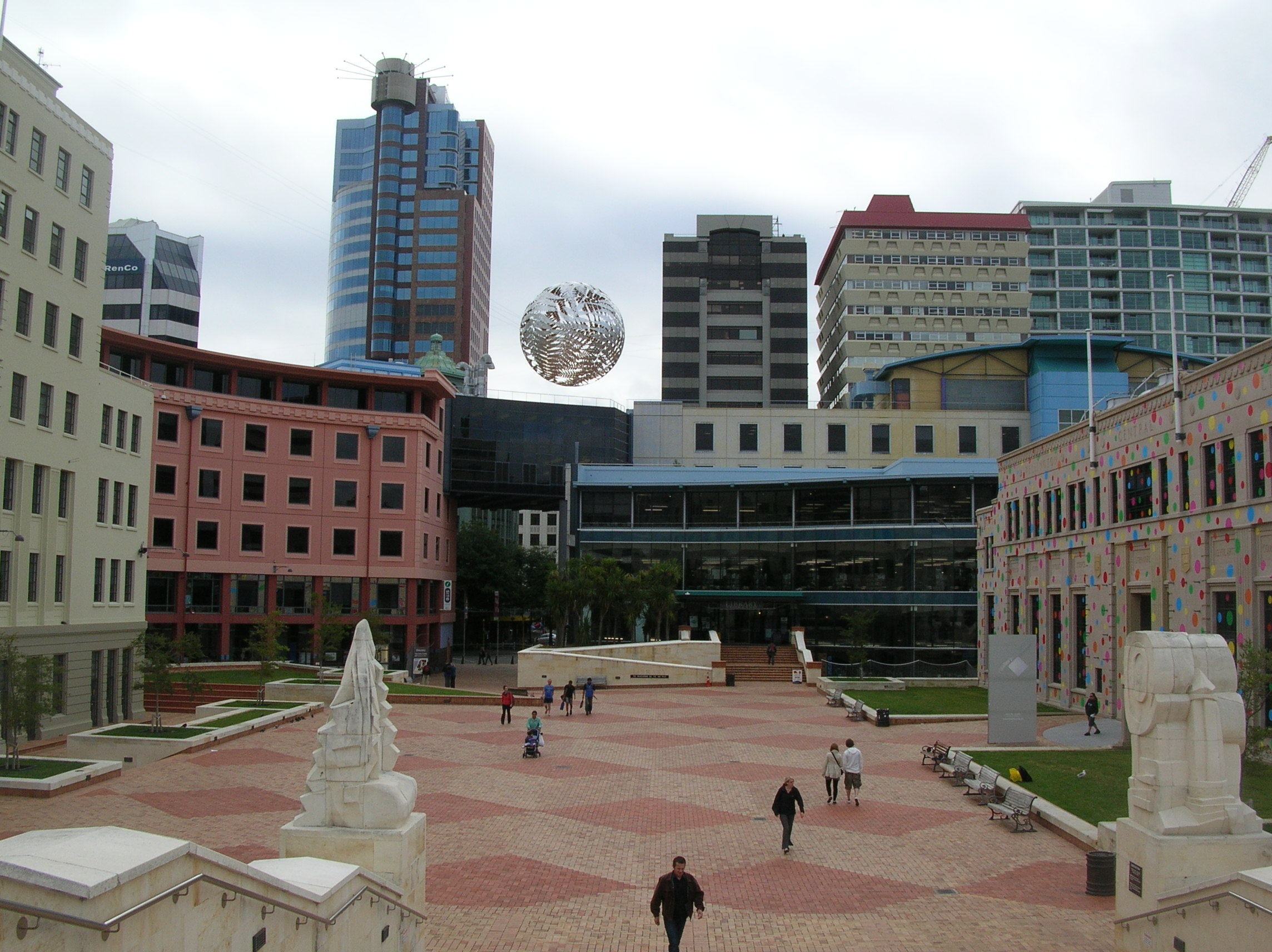
Civic Square, con los famosos y artísticos helechos blancos colgando en el centro, en las afueras de City Gallery.

Wellington es la capital cultural de Nueva Zelanda. La ciudad es la sede de numerosos museos e instituciones culturales, como compañías de teatro o musicales. Entre los museos que alberga la ciudad cabe destacar el Museo de Nueva Zelanda o Te Papa Tongarewa, el Museum of Wellington City and Sea (Museo del Mar y Ciudad de Wellington), el Katherine Mansfield Birthplace Museum (Museo de la Casa natal de Katherine Mansfield), el Colonial Cottage, el Museo del crícket de Nueva Zelanda, el Cable Car Museum, la City Gallery y el Reserve Bank Museum. La ciudad también es sede de la Compañía nacional de ópera, de la Orquesta Sinfónica de Nueva Zelanda, el Nevine String Quartet, el Chamber Music New Zealand (Música de Cámara de Nueva Zelanda), el Ballet Real de Nueva Zelanda. La oferta de teatros es también importante, destacando el St James' Theatre, el Downstage Theatre, Bats Theatre y la Fundación de las Artes de Nueva Zelanda.
En la ciudad se celebran algunos de los más importantes eventos culturales de Oceanía. El primero de ellos, el festival artístico al aire libre, Summer '79. Actualmente la ciudad celebra una bienal de las Artes, un festival anual de Jazz, además de otros eventos como el Carnaval de la calle Cuba, el New Zealand Fringe Festival (Festival Alternativo de Nueva Zelanda), el Summer City, el New Zealand Affordable Art Show, y numerosos festivales de cine o de las comunidades étnicas de la ciudad.
La música es un arte importante en la vida cultural de la ciudad, y además de las agrupaciones y eventos mencionados, numerosas bandas como The Phoenix Foundation, Shihad, Fly My Pretties, Fat Freddy's Drop, o The Black Seeds son de esta ciudad. Además las Universidades Victoria y Massey, crearon en 2005 un conservatorio de música llamado New Zealand School of Music (Escuela de Música de Nueva Zelanda).
La ciudad se ha convertido en el centro de la industria cinematográfica del país. Personajes destacados del mundo del celuloide, como Peter Jackson o Richard Taylor, han convertido el barrio de Miramar en uno de los principales lugares del mundo en cuanto a las infraestructuras disponibles para la creación de películas.
Otras artes como la literatura y el teatro también tienen su lugar. Así el Creative Writing Programme (Programa de escritura creativa) de la Universidad de Victoria, creado por el poeta y director de la International Institute of Modern Letters, Bill Manhire, ha permitido aumentar la actividad literaria. La ciudad cuenta con el Te Whaea, la escuela universitaria de arte dramático y danza. Wellington es también el hogar de la Improvised Theatre or Improv, un referente mundial en el teatro de improvisación, que incluye grupos como el Wellington Improvisation Troupe (WIT), The Improvisors y Joe Improv.
El centro de arte Toi Poneke, sirve de unión para proyectos creativos, colaboraciones y producciones multidisciplinares.

## Economía
Al ser la capital de Nueva Zelanda, el sector gubernamental ha sido durante mucho tiempo un pilar de la economía de Wellington, y como tal la economía de la ciudad ha dependido por lo general de la misma. Tradicionalmente, su ubicación central significaba que era también la localización de la sede central de diferentes sectores —en particular las finanzas, la tecnología y la industria pesada—. Muchas de las cuales se han reubicado en Auckland tras la desregulación económica y la privatización. En los últimos años, el turismo, arte y cultura, cine, y las tecnologías de la información y la comunicación han jugado un papel importante en la economía de Wellington.
Las principales empresas con sede en la ciudad incluyen Centreport, Chorus, The Cooperative Bank, Datacom Group, Infratil, KiwiRail, Meridian Energy, NZ Post, NZX, Todd Corporation, Trademe, Weta Digital y Xero.

## Infraestructura

### Tráfico aéreo
El Aeropuerto Internacional de Wellington inaugurado en 1959 se encuentra en la península de Miramar, 6 kilómetros al sureste de la ciudad. Es el tercero más concurrido del país después del aeropuerto de Auckland y Christchurch y transporta más de 4,5 millones de personas al año.
La mayoría son vuelos nacionales son operados principalmente por la Air New Zealand y por pequeñas empresas. Además a través de Jetconnect, una subsidiaria de Qantas, se ofrecen vuelos a ciudades australianas, así como a Fiyi.
Vuelos a otros destinos internacionales requieren una transferencia a otro aeropuerto, ya que aeronaves de mayor tamaño no puede utilizar la corta pista de aterrizaje de 1936 metros (6352 pies). Si bien hay planes para una extensión, sin el apoyo de una gran compañía aérea parece poco probable que lleguen a realizarse.
El Kapiti Coast Airport ahora se utiliza generalmente solo para vuelos privados y conexiones domésticas.

## Educación
Wellington ofrece una cierta variedad de programas colegiales y universitarios para los estudiantes.
Universidad Victoria en Wellington es una universidad con cuatro campus y con un sistema de inscripción trimestral (marzo, julio y noviembre). En 2008 aunaba 21.380 estudiantes, de los cuales 16 609 eran de tiempo completo.
Universidad Massey tiene un campus llamado «campus creativo» y ofrece formación en comunicación, negocios, ingeniería, tecnología de la salud y bienestar y arte. Su escuela de diseño data de 1886 y entre sus enseñanzas para la mejora del bienestar nacional también colabora estrechamente con la Victoria University para crear la Escuela de Música de Nueva Zelanda.
Universidad de Otago usa solo una sucursal en Wellington y se especializa en medicina y salud.
También se puede encontrar Whitireia New Zealand, Wellington Institute of Technology y Toi Whakaari (arte dramático).
Wellington cuenta con un total de 285 escuelas para menores.

## Deportes
La ciudad de Wellington es la sede de varios equipos de distintos deportes:

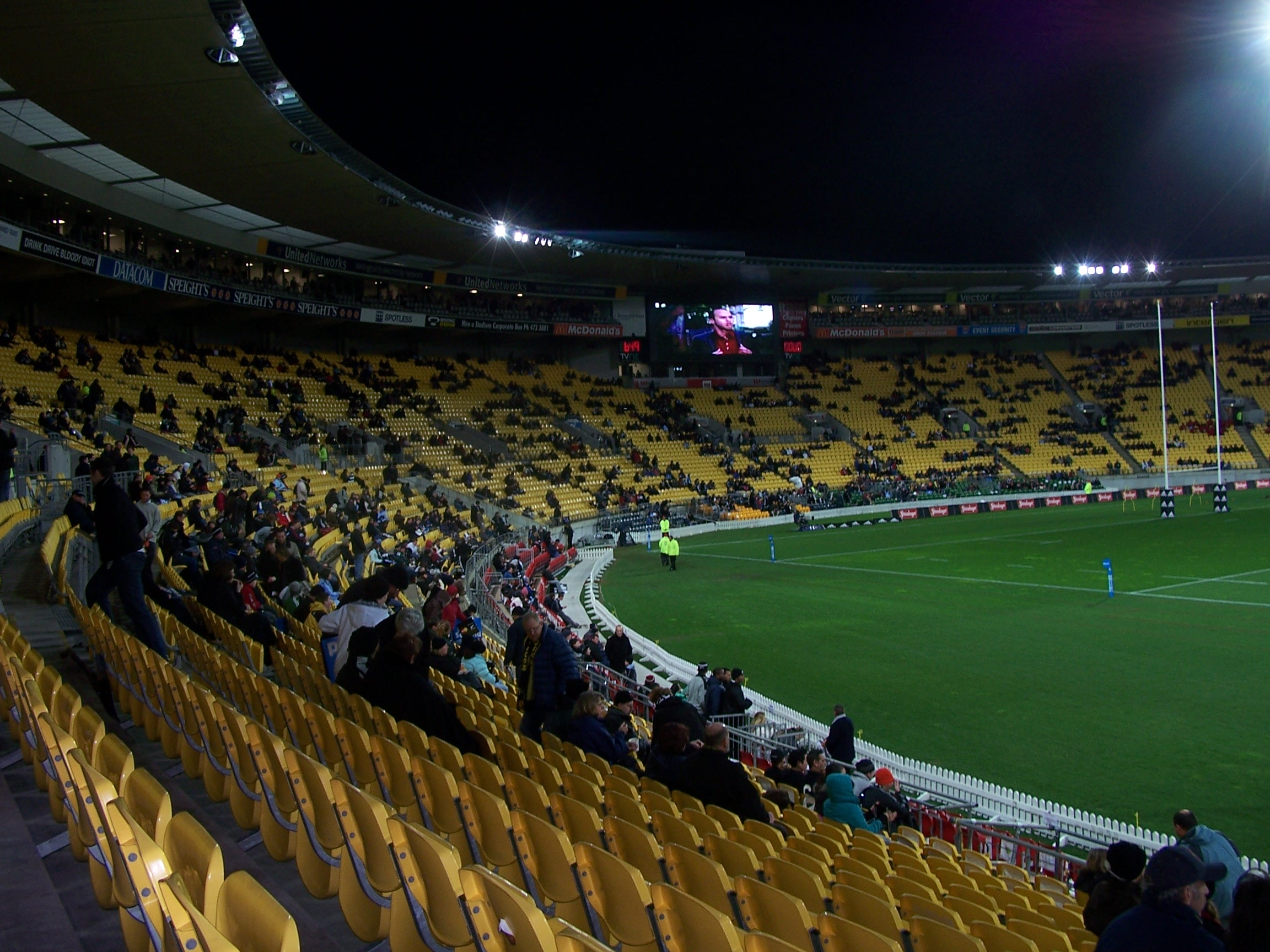
El Westpac Stadium durante un partido de la Wellington Sevens.

- The Hurricanes, equipo de la liga Super 14 de rugby.
- Wellington Lions, equipo de rugby de la Air New Zealand Cup, liga de rugby de Nueva Zelanda.
- Wellington Phoenix, franquicia de fútbol participante de la A-League, primera división australiana.
- Wellington Firebirds, equipo de críquet.
- Wellington Orcas, equipo de rugby de la Batercard Cup, la liga de mayor nivel del país.
- Capital Shakers, equipo de la National Bank Cup de netball.
- Team Wellington, franquicia de fútbol participante del Campeonato de Fútbol de Nueva Zelanda.
- Wellington Saints, equipo de la National Basketball League de baloncesto.

En Wellington se celebran las siguientes competiciones deportivas:
- Wellington Sevens, una serie de partidos de la competición mundial de rugby a 7 de la IRB. Se disputa en el Westpac Stadium cada febrero.
- Una carrera de coches tuneados de 500 metros de longitud por las calles de la ciudad se celebró entre 1985 y 1996.
- En 2005 se celebraron los campeonatos mundiales de carreras por montaña.

## Wellingtonianos famosos

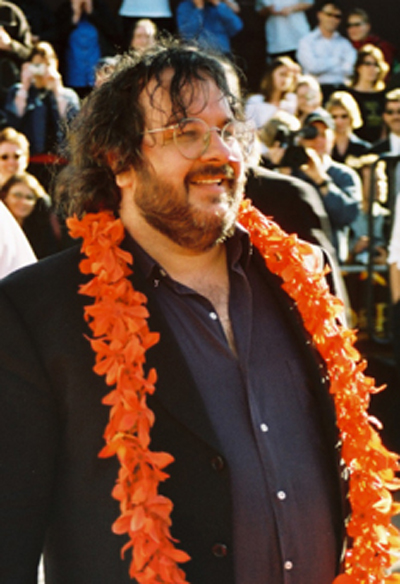
Peter Jackson, ganador del Óscar, uno de los wellingtonianos más célebres.

En la ciudad de Wellington han nacido o viven personajes como:
- Jane Campion (1954- ), directora de cine.
- Russell Crowe (1964- ), actor.
- Peter Jackson (1961- ), director de cine.
- Alan G. MacDiarmid (1927-2007), premio Nobel de química.
- Katherine Mansfield (1888-1923), escritora.
- Anna Paquin (1982- ), actriz.
- Karl Urban (1972- ), actor.
- Antonia Prebble (1984- ), actriz.
- Michael Wesley-Smith (1983- ), actor.
- James Napier (1982- ), actor.
- Antony Starr (1975- ), actor.
- Taika Waititi (1975- ), director de cine, actor.

## Ciudades hermanadas
- Harrogate, Reino Unido
- Sídney, Australia
- Pekín, República Popular China[13]
- Xiamen, República Popular China[13]
- Sakai, Japón[13]
- Montevideo, Uruguay
- Huacho, Perú